# Kiti Mánver
María Isabel Ana Mantecón Vernalte, meglio nota come Kiti Mánver (Antequera, 11 maggio 1953), è un'attrice spagnola.

## Biografia
È apparsa complessivamente in oltre 100 tra film e spettacoli televisivi a partire dal 1970; in particolare ha recitato nel film Habla, mudita, che venne presentato al Festival di Berlino 1973. Nel 2015 è arrivata sul palcoscenico di Londra per interpretare il ruolo principale in Las heridas del viento, un'opera teatrale di Juan Carlos Rubio, nell'ambito del III° Festival del Teatro Spagnolo di Londra. Nel 2017 recita nelle serie TV di Netflix La casa di carta, interpretando Mariví, madre dell'ispettrice Murillo e Le ragazze del centralino, interpretando Victoria.

## Filmografia parziale

### Cinema
- Habla, mudita, regia di Manuel Gutiérrez Aragón (1973)
- Donne sull'orlo di una crisi di nervi, regia di Pedro Almodóvar (1988)
- La comunidad - Intrigo all'ultimo piano (La comunidad), regia di Álex de la Iglesia (2000)
- La fine di un mistero (La luz prodigiosa), regia di Miguel Hermoso (2003)
- Luán, regia di Carlòs Steut (2014)
- Le pecore non perdono il treno (Las Ovejas no Pierden el Tren), regia di Álvaro Fernández Armero (2014)
- Dolor y gloria, regia di Pedro Almodóvar (2019)
- Mai visto, regia di Marina Seresesky (2019)

### Televisione
- Grand Hotel - Intrighi e passioni (Gran Hotel) – serial TV (2011-2013)
- Le ragazze del centralino (Las chicas del cable) - serie TV (2017-2020)
- La casa di carta (La casa de papel) - serie TV, 13 episodi (2017-2021)
- La otra mirada - sitcom, (2018-2019)
- Velvet - serie TV, 12 episodi (2019)
- ¿Porqué No? - miniserie TV, (2020)
- Cuéntame cómo pasó - serie TV, 6 episodi (2022)
- Express - serie TV, 16 episodi (2022-in corso)

## Doppiatrici italiane
- Maria Pia Di Meo in Donne sull'orlo di una crisi di nervi
- Lorenza Biella ne La casa di carta
- Melina Martello ne Le ragazze del centralino
- Solvejg D'Assunta in Mai visto
- Caterina Rochira in Velvet

## Riconoscimenti
- Premi Goya 1992
  - Premio Goya per la migliore attrice non protagonista per Tutto per la pasta
- Premi Fénix 2018
  - Premio per il miglior cast di una serie tv per La casa di carta